# Christian Benteke
Christian Benteke Liolo (Kinshasa, República Democrática del Congo, 3 de diciembre de 1990) es un futbolista congoleño nacionalizado belga. Juega de delantero y su equipo es el D. C. United de la Major League Soccer. Desde 2010 es internacional con la selección de Bélgica.

## Trayectoria

### Bélgica
Benteke jugó en la cantera del JS Pierreuse y posteriormente en la del Standard Lieja antes de trasladarse al Genk. Regresó al Standard en enero de 2009. El 7 de agosto de 2009 se unió a KV Kortrijk a préstamo. Pasó la siguiente temporada cedido en Mechelen, como parte de la transferencia de Aloys Nong, que pasó de Mechelen a Standard Lieja. Regresó al KRC Genk en 2011, anotando 19 goles en 37 partidos durante una temporada en el club.

### Aston Villa
El 31 de agosto de 2012, se unió a la Premier League. El Aston Villa pagó por él alrededor de 7 millones de £. Benteke dijo que era un sueño hecho realidad jugar en la Premier League y agradeció a los jugadores y al director técnico del KRC Genk por su traspaso. El 15 de septiembre de 2012, Benteke marcó en su debut con el Aston Villa en la victoria por 2-0 ante el Swansea City, después de entrar como sustituto del austriaco Andreas Weimann. El gol llegó cuando el defensor del Swansea City, Ashley Williams, cabeceó el balón en dirección a Benteke, que él entonces levantó sobre el portero. El técnico del Aston Villa, Paul Lambert, elogió el desempeño de Benteke en su debut llamándolo «jugadorazo». Luego anotó el único gol del equipo en el empate en casa 1-1 contra el Norwich City. Benteke metió otros dos goles en su cuenta en una victoria 3-2 sobre Swindon Town en la Copa de la Liga. Benteke anotó el gol en la victoria por 1-0 del equipo ante el Reading en Villa Park el 27 de noviembre para continuar su impresionante comienzo en el fútbol inglés. Benteke luego anotó el cuarto gol, en una victoria por 4-1 en la Copa de la Liga sobre Norwich City en Carrow Road. Benteke añadió a su impresionante comienzo en la Premier League, dos goles en la victoria 3-1 de Aston Villa contra el Liverpool en Anfield el 15 de diciembre. Además de los dos goles, también ayudó en el segundo gol del equipo, con una asistencia a Andreas Weimann. Paul Lambert dijo después que «Benteke ha sido increíble», después de que ya declarara a mitad de semana (post-Norwich) que «te quedas sin cosas que decir sobre el hombre, lo bien que lo hace y lo joven que es». Después de no anotar en tres partidos, anotó Benteke su primer penal en casi un año en un 2 a 2 frente al Swansea City. Benteke anotó su gol número 10 de la temporada en el clásico de West Midlands contra el West Bromwich Albion en un empate 2 a 2 en The Hawthorns. Luego anotó el primer gol del Aston Villa en la victoria por 2 a 1 sobre el Bradford City en la vuelta de la semifinal de la Copa de la Liga. Sin embargo, la victoria no fue suficiente ya que Bradford ganó 4 a 3 en el global para avanzar a la final. El exjugador de la selección de Inglaterra, Michael Owen nombró a Benteke como uno de los fichajes de la temporada y dijo «Estoy seriamente impresionado con Benteke. ¡¡Que jugador!!». en un tuit al día siguiente de la semifinal.
El 29 de abril de 2013 Christian Benteke anotó su primer hat-trick con la camiseta del Aston Villa en la victoria de su equipo por 6-1 sobre el Sunderland en Villa Park, lo que supuso un récord absoluto en la historia del club al ser el primer jugador que alcanza la cifra de 18 goles en una sola temporada para los villanos.
Luego de su brillante primera temporada en Birmingham y atraer el interés de varios de los mejores clubes de Inglaterra, Benteke presentó su solicitud de traspaso a su club el 8 de julio de 2013.

### Liverpool
En la temporada 2014-15 Liverpool ficharía a Benteke por cerca de 32 millones de libras esterlinas o lo que es lo mismo, 46 millones de euros. Anotó su primer gol en liga ante el Bournemouth dando la victoria al Liverpool en la segunda jornada.

### Crystal Palace
El 20 de agosto de 2016 fichó por el Crystal Palace por 26 millones de libras.

## Selección nacional[5]

### Participaciones en Copas del Mundo
| Mundial                  | Sede          | Resultado    | Partidos | Goles |
| ------------------------ | ------------- | ------------ | -------- | ----- |
| Copa Mundial Sub-17 2007 | Corea del Sur | Primera fase | 3        | 1     |

### Participaciones en Eurocopas
| Eurocopa            | Sede    | Resultado        | Partidos | Goles |
| ------------------- | ------- | ---------------- | -------- | ----- |
| Europeo Sub-17 2007 | Bélgica | Semifinal        | 4        | 1     |
| Eurocopa 2016       | Francia | Cuartos de final | 2        | 0     |
| Eurocopa 2020       | Europa  | Cuartos de final | 1        | 0     |

### Goles con la selección nacional
| #   | Fecha                   | Lugar                             | Oponente     | Goles | Resultado | Competición                 |
| --- | ----------------------- | --------------------------------- | ------------ | ----- | --------- | --------------------------- |
| 1.  | 15 de agosto de 2012    | Rey Balduino, Bruselas            | Países Bajos | 1-0   | 4-2       | Amistoso                    |
| 2.  | 12 de octubre de 2012   | Crvena Zvezda, Belgrado           | Serbia       | 1-0   | 3-0       | Clasificación Mundial 2014  |
| 3.  | 16 de octubre de 2012   | Rey Balduino, Bruselas            | Escocia      | 1-0   | 2-0       | Clasificación Mundial 2014  |
| 4.  | 14 de noviembre de 2012 | Arena Națională, Bucarest         | Rumania      | 1-0   | 1-2       | Amistoso                    |
| 5.  | 29 de mayo de 2013      | FirstEnergy, Cleveland            | EEUU         | 2-1   | 4-2       | Amistoso                    |
| 6.  | 29 de mayo de 2013      | FirstEnergy, Cleveland            | EEUU         | 4-1   | 4-2       | Amistoso                    |
| 7.  | 28 de marzo de 2015     | Rey Balduino, Bruselas            | Chipre       | 2-0   | 5-0       | Clasificación Eurocopa 2016 |
| 8.  | 10 de octubre de 2016   | Estadio Algarve, Faro             | Gibraltar    | 1-0   | 6-0       | Clasificación Mundial 2018  |
| 9.  | 10 de octubre de 2016   | Estadio Algarve, Faro             | Gibraltar    | 3-0   | 6-0       | Clasificación Mundial 2018  |
| 10. | 10 de octubre de 2016   | Estadio Algarve, Faro             | Gibraltar    | 5-0   | 6-0       | Clasificación Mundial 2018  |
| 11. | 28 de marzo de 2017     | Olímpico, Sochi                   | Rusia        | 2-1   | 3-3       | Amistoso                    |
| 12. | 28 de marzo de 2017     | Olímpico, Sochi                   | Rusia        | 3-1   | 3-3       | Amistoso                    |
| 13. | 10 de octubre de 2019   | Rey Balduino, Bruselas            | San Marino   | 7-0   | 9-0       | Clasificación Eurocopa 2020 |
| 14. | 19 de noviembre de 2019 | Rey Balduino, Bruselas            | Chipre       | 1-1   | 6-1       | Clasificación Eurocopa 2020 |
| 15. | 19 de noviembre de 2019 | Rey Balduino, Bruselas            | Chipre       | 6-1   | 6-1       | Clasificación Eurocopa 2020 |
| 16. | 30 de marzo de 2021     | Den Dreef, Lovaina                | Bielorrusia  | 6-0   | 8-0       | Clasificación Mundial 2022  |
| 17. | 13 de noviembre de 2021 | Rey Balduino, Bruselas            | Estonia      | 1-0   | 3-1       | Clasificación Mundial 2022  |
| 18. | 29 de marzo de 2022     | Constant Vanden Stock, Anderlecht | Burkina Faso | 3-0   | 3-0       | Amistoso                    |

## Estadísticas

### Clubes
Actualizado al último partido disputado en la temporada 2024.
| Club                     | País           | Año       | Partidos | Goles |
| ------------------------ | -------------- | --------- | -------- | ----- |
| K. R. C. Genk            | Bélgica        | 2007-2008 | 10       | 0     |
| Standard de Lieja        | Bélgica        | 2008-2011 | 25       | 3     |
| K. V. Cortrique (cedido) | Bélgica        | 2009-2010 | 37       | 16    |
| K. V. Mechelen (cedido)  | Bélgica        | 2010-2011 | 20       | 7     |
| K. R. C. Genk            | Bélgica        | 2011-2012 | 41       | 20    |
| Aston Villa F. C.        | Inglaterra     | 2012-2015 | 101      | 49    |
| Liverpool F. C.          | Inglaterra     | 2015-2016 | 42       | 10    |
| Crystal Palace F. C.     | Inglaterra     | 2016-2022 | 177      | 37    |
| D. C. United             | Estados Unidos | 2022-     | 74       | 40    |

### Hat-tricks
| 1 | 29 de abril de 2013      | Villa Park, Birmingham         | Aston Villa - Sunderland      |  | 6 - 1 | Premier League 2012-13        |
| 2 | 7 de abril de 2015       | Villa Park, Birmingham         | Aston Villa - QPR             |  | 3 - 3 | Premier League 2014-15        |
| 3 | 10 de octubre de 2016    | Estadio Algarve, Faro          | Gibraltar - Bélgica           |  | 0 - 6 | Eliminatorias al Mundial 2018 |
| 4 | 24 de septiembre de 2023 | Audi Field, Washington D. C.   | DC United - NY Red Bulls      |  | 3 - 5 | MLS 2023                      |
| 5 | 25 de febrero de 2024    | Audi Field, Washington D. C.   | DC United - NE Revolution     |  | 3 - 1 | MLS 2024                      |
| 6 | 12 de mayo de 2024       | Mercedes-Benz Stadium, Atlanta | Atlanta United FC - DC United |  | 2 - 3 | MLS 2024                      |

## Palmarés

### Títulos nacionales
| Título     | Club              | País    | Año     |
| ---------- | ----------------- | ------- | ------- |
| Pro League | Standard de Lieja | Bélgica | 2008-09 |

### Distinciones individuales
| Distinción                            | Año  |
| ------------------------------------- | ---- |
| Bota de Oro de la Major League Soccer | 2024 |